# Superpuchar Polski 2004
La 16ª edizione della Supercoppa di Polonia  si è svolta l'11 giugno 2004, dopo due anni in cui la competizione era stata sospesa per ragioni finanziarie.
La supercoppa si sarebbe dovuta giocare tra il Wisla Cracovia, campione di Polonia e il Lech Poznań, vincitore della coppa nazionale.
Il Wisla, già matematicamente campione di Polonia, e i vincitori della Coppa dovevano tuttavia affrontarsi nell'ultimo turno di campionato. La partita fu quindi valevole anche per l'assegnazione della Supercoppa.
A vincere il trofeo è stato il Lech Poznań.

## Tabellino
| Arbitro: | Grzegorz Gilewski |

|                               |                      |                          |
| Szymkowiak 59’ Frankowski 76’ | Marcatori            | 22’ Bosacki 81’ Goliński |
|                               | Tiri di rigore 1 – 4 |                          |